# لینس دورادو
لینس دورادو (انگلیسی: Lince Dorado؛ زادهٔ ۱۱ مهٔ ۱۹۸۷) کشتی‌گیر کشتی حرفه‌ای اهل ایالات متحده آمریکا است.